# Camponotus reichenspergeri
Camponotus reichenspergeri é uma espécie de inseto do gênero Camponotus, pertencente à família Formicidae.